# Yognogo
Yognogo è un comune rurale del Mali facente parte del circondario di Koutiala, nella regione di Sikasso.
Il comune è composto da 3 nuclei abitati:
- Beregnakan
- Famoussasso (centro principale)
- Koumbri